# 帕查庫特克山 (庫斯科大區)
13°11′48″S 71°56′36″W / 13.19667°S 71.94333°W
帕查庫特克山（Pachakutiq），是秘魯的山峰，位於該國南部庫斯科大區的卡爾卡省，處於烏魯潘帕山脈以東、克拉約克山東北面和丘倫庫納約克山西南面，屬於安第斯山脈的一部分，海拔高度約4,400米。